# Маршал Шапошников (фрегат)
Фрегат «Маршал Шапошников» — советский и российский многоцелевой фрегат 1-го ранга проекта 1155М (ранее — большой противолодочный корабль) с управляемым  ракетным вооружением дальней морской и океанской зоны, в составе Тихоокеанского флота ВМФ России. Бортовой номер 543. Назван в честь Маршала Советского Союза Бориса Михайловича Шапошникова (1882—1945).

## Строительство
Зачислен в списки ВМФ 18 марта 1982 года. Заложен в 1983 году на Прибалтийском судостроительном заводе «Янтарь» в Калининграде, как большой противолодочный корабль (БПК), строительный заказ № 820. Спущен на воду в январе 1985 года. Введён в строй 30 декабря 1985 года, зачислен в состав Тихоокеанского Флота 2 февраля 1986 года.
Межфлотский переход к месту несения службы состоялся с 1 октября по 26 декабря 1987 года с промежуточными заходами в Луанда (Ангола), Мапуту (Мозамбик),  Викторию (Сейшельские острова), Бомбей (Индия) и Камрань (Вьетнам).

## Вооружение
| До модернизации                                                                   | После модернизации                                                 |
| --------------------------------------------------------------------------------- | ------------------------------------------------------------------ |
| 2 × 4 пусковые установки КТ-Р-1134А ракето-торпедного комплекса УРК-5 «Раструб-Б» | 2 × 4 - 8 пусковых установок 3С24 «Уран»                           |
|                                                                                   | 2 × 8 пусковые установки 3С14 «Калибр», «Оникс», «Циркон», «Ответ» |
| 8 × 8 пусковых установок 3С95 «Кинжал»                                            |                                                                    |
| 2 × 1 - 100 мм артиллерийская установка АК-100                                    | 1 × 1 - 100 мм артиллерийская установка А-190-01                   |
| 4 × 6 - 30 мм автоматическая корабельная артиллерийская установка АК-630М         |                                                                    |
| 2 × 12 - 213 мм реактивный морской бомбомёт РБУ-6000                              |                                                                    |
| 2 × 4 - 533 мм торпедный аппарат ЧТА-53-1155                                      |                                                                    |
| 26 мин                                                                            |                                                                    |
| 2 вертолёта Ка-27ПЛ, БПЛА «Орлан-10», 2 палубных ангара                           |                                                                    |
| Гидроакустический комплекс МГК-355 «Полином»                                      |                                                                    |
| Радиолокационная станция МР-760 «Фрегат-МА»                                       |                                                                    |
| Радиолокационная станция МР-350 «Подкат»                                          | Радиолокационная станция 5П-30Н2 „Фрегат-Н2“                       |
| Радиолокационная станция «Волга»                                                  |                                                                    |

## Служба
С 14 июля 1988 года по 13 февраля 1989 года нёс службу в Персидском заливе, провёл 41 судно в 19 конвоях.
С 14 по 18 августа 1990 года нанёс визит в северокорейский порт Вонсан.
В 1990 году участвовал в эвакуации советских граждан из Эфиопии с заходами в Абу-Даби и Аден.
С 15 декабря 1990 года по 30 августа 1991 года нёс боевую службу в зоне Персидского залива, выполняя функции корабля разведки и слежения за многонациональными силами участвующими в операции «Буря в пустыне». Нанёс неофициальные визиты в порт Абу-Даби (апрель 1991 года) и порт Аден (июнь 1991 года).
С 25 ноября 1992 года по апрель 1994 года корабль прошёл капитальный ремонт на «Дальзаводе» во Владивостоке.

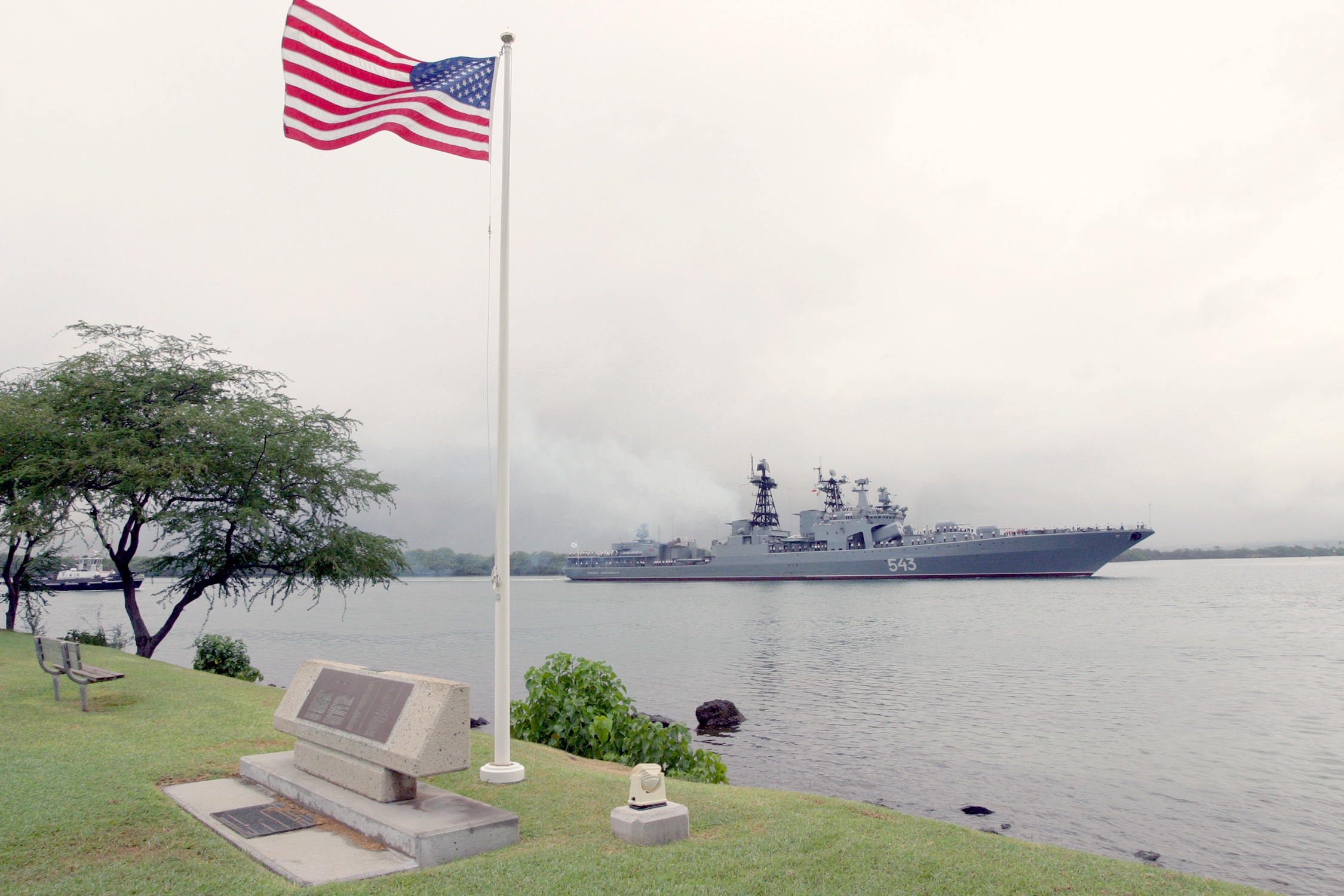
Перл-Харбор, Гавайи

В октябре 2003 года посетил американскую военно-морскую базу Перл-Харбор на Гаваях.
В августе 2004 посетил порт Курэ, Япония.
12 августа 2005 года БПК «Маршал Шапошников» в составе отряда боевых кораблей ТОФ России, включая «БДК-11», эсминца «Бурный», танкера «Печенга» и спасательного буксира СБ-522 прибыл в порт Циндао.
В марте 2006 года с визитом посетил американскую базу Апра-Харбор на Гуаме.
17 сентября 2008 года во время морских артиллерийских учений в Японском море, в результате утечки топлива в машинном отделении корабля произошёл пожар, вследствие чего погибли два матроса. Сам корабль отбуксировали во Владивосток.
В марте 2009 года, после ремонта, вновь введён в состав сил постоянной готовности.

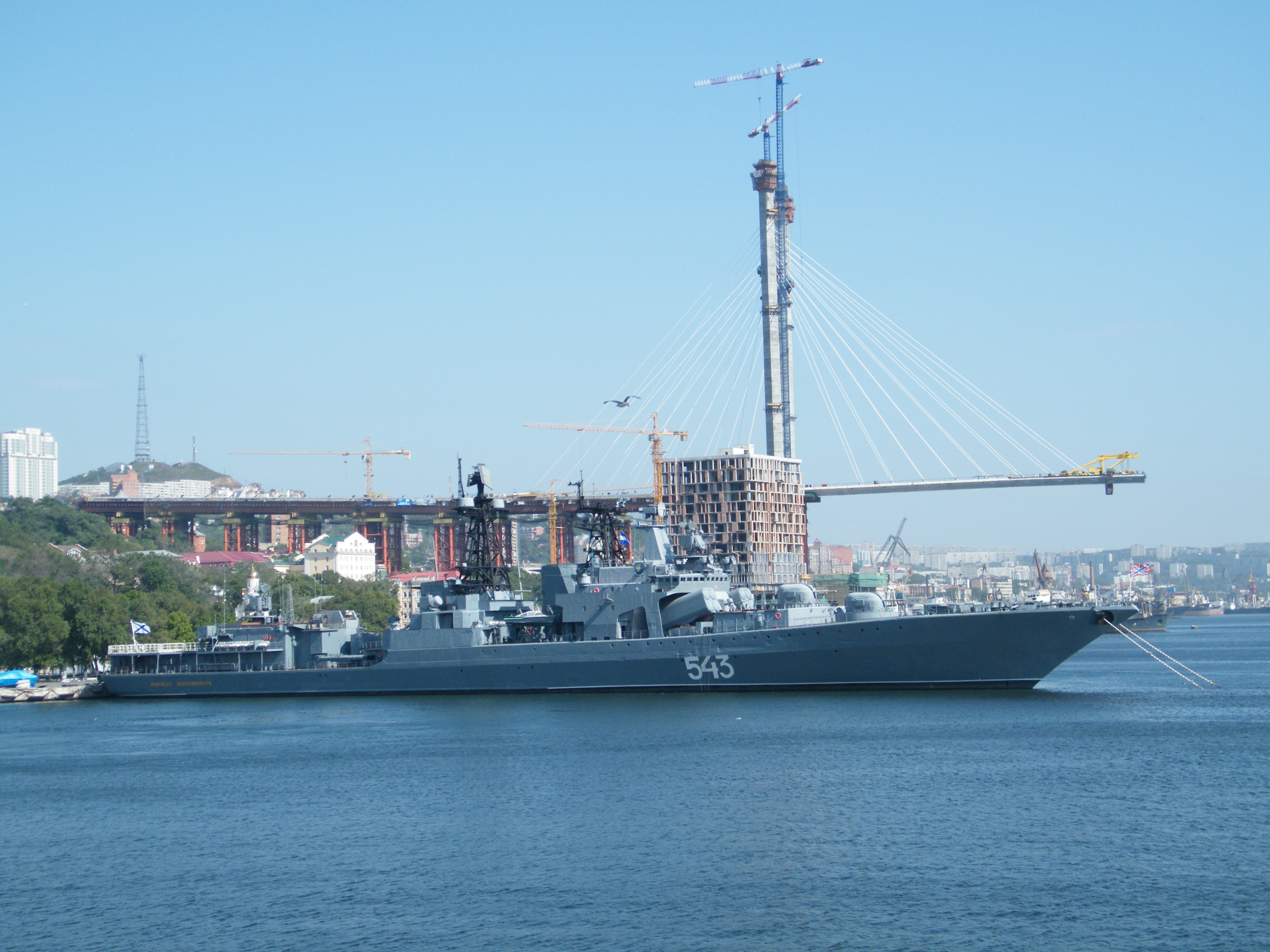
«Маршал Шапошников» во Владивостоке

25 февраля 2010 года БПК «Маршал Шапошников» (командир — капитан 1-го ранга Денис Анциферов), морской спасательный буксир и танкер «Печенга» отправились из Владивостока в Аденский залив для участия в международной операции по борьбе с пиратством в Индийском океане. 6 мая моряки с БПК «Маршал Шапошников» освободили танкер «Московский университет», захваченный сомалийскими пиратами 5 мая 2010 года в 500 милях от побережья Сомали; в ходе операции были захвачены в плен 10 пиратов. Далее, в мае 2010 года корабль вернулся во Владивосток. В июле шестнадцати морякам, участвовавшим в освобождении танкера «Московский университет», Президент РФ Дмитрий Медведев вручил государственные награды — командир 44-й бригады противолодочных кораблей капитан 1-го ранга Ильдар Ахмеров был награждён орденом «За заслуги перед Отечеством» IV степени, командир корабля капитан 1-го ранга Денис Анциферов — орденом «За военные заслуги», а также 14 военных моряков были награждены Орденом Мужества.
С ноября 2012 года по март 2013 года корабль вновь участвовал в международной операции по борьбе с пиратством в Индийском океане.
В 2014 году БПК «Маршал Шапошников» нёс службу в Азиатско-Тихоокеанском регионе: в мае прибыл в Аденский залив и приступил к несению антипиратской вахты, в частности, сопровождению конвоя гражданских судов до безопасных вод в Красном море.
В апреле 2015 года участие в морских артиллерийских стрельбах.
В 2016 году корабль встал на ремонт и модернизацию на АО «Центр судоремонта „Дальзавод“» (Владивосток). Предполагается установка противокорабельного ракетного комплекса Уран; универсальной системы управления огнём корабельной артиллерии МР-123-02/3 «Багира» (используется для управления зенитной артиллерией или неуправляемым реактивным оружием), корабельного комплекса радиоэлектронного подавления ТК-25; радиолокационной системы общего обнаружения  МР-710 и системы обработки радиолокационной информации 5П-30Н2; автоматизированного комплекса связи Р-779-28 и комплекса ГМССБ.
Вероятно, он будет оборудован УКСК 3С14 и ракетным комплексом «Калибр», а также 100-мм артиллерийской системой А-190-01 с башней по стелс-технологии.
16 февраля 2018 на корабле произошёл пожар в носовом машинном отделении.
Ходовые испытания корабля были запланированы на конец 2019 года.
10 июля 2020 года, по данным пресс-службы ТОФ, вышел на заводские ходовые испытания в Японское море.
27 апреля 2021 года фрегат вошёл в состав сил постоянной готовности Тихоокеанского флота.
Летом 2021 года фрегат принимал участие в большом учении кораблей Тихоокеанского флота, в ходе которого было испытано всё новое вооружение корабля; действия экипажа получили высокую оценку.
12 февраля 2022 года в ходе учений ТОФ применил специальные средства против подводной лодки, которая в подводном положении находилась в территориальных водах России.
В 2022 году кораблём командует капитан 2-го ранга С. Меркулов.
16 сентября 2023 года, фрегат, в ходе проведения первого саммита «Россия — КНДР» посетил Председатель Государственного Совета КНДР Ким Чен Ын, где он осмотрел ракетные комплексы «Калибр» и «Уран», а также артиллерийскую установку А-190.
В 2024 году «Маршал Шапошников» зашел в катарский порт Хамад (Доха) для участия в выставке DIMDEX-2024.
Бортовые номера
- 430 (с 1986 года)
- 469 (с 1987 года)
- 555 (с 1988 года)
- 534 (с 1990 года)
- 543 (с 1993 года)

## Галерея

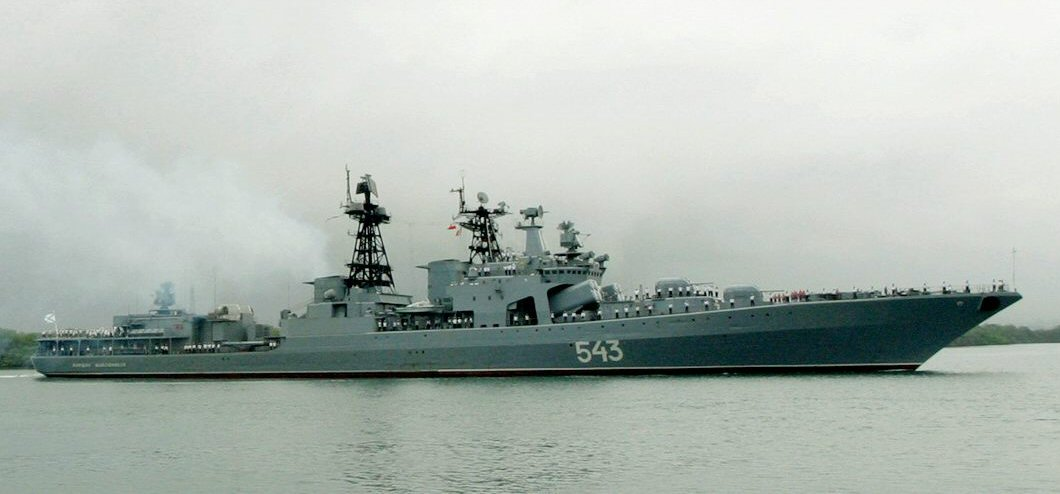
БПК «Маршал Шапошников» заходит в Перл-Харбор, Гавайи, 24 октября 2003 года
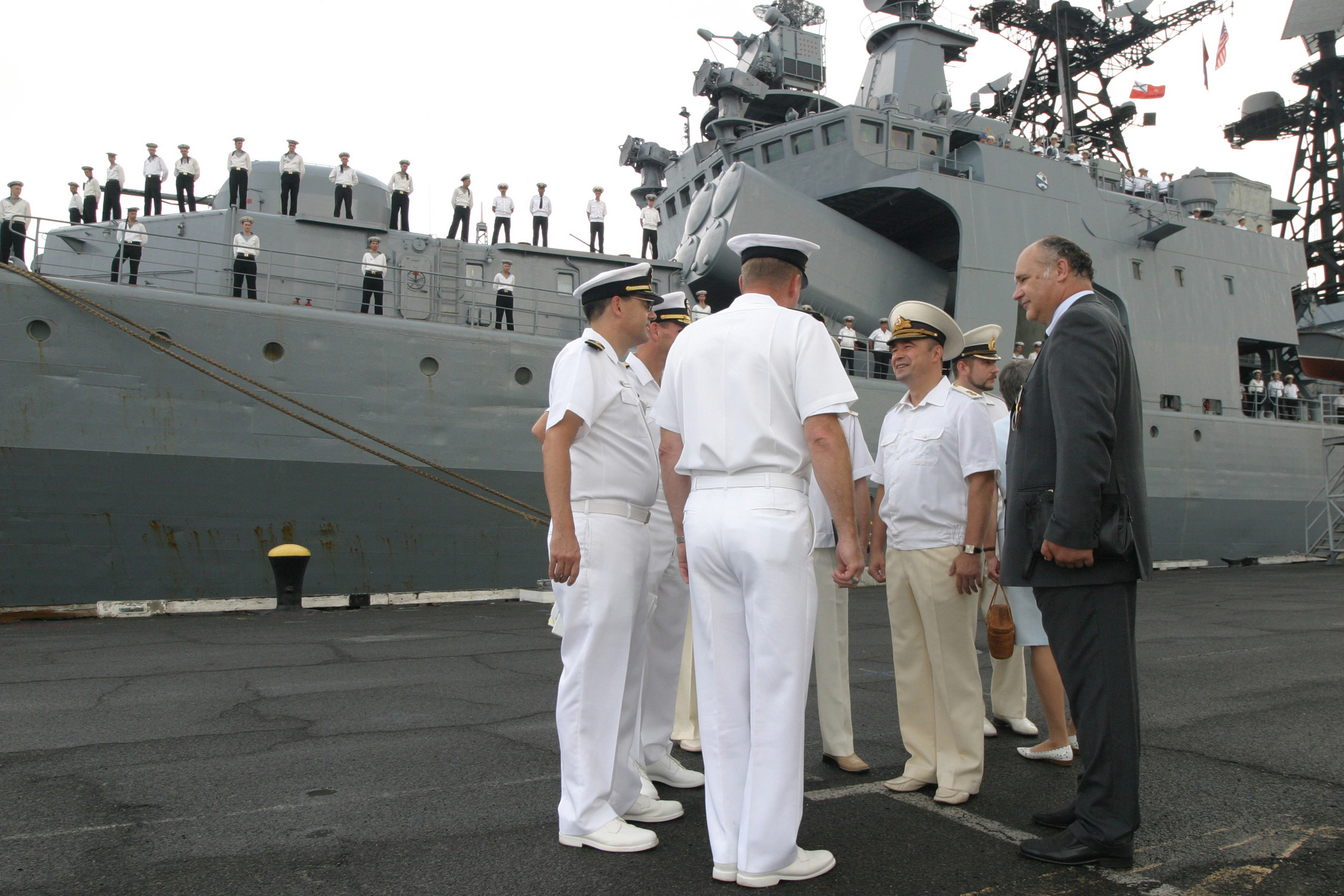
Встреча военных моряков с кораблей USS Lassen (DDG 82), USS Fort McHenry (LSD 43) и БПК «Маршал Шапошников» в Пёрл-Харборе, Гавайи, 24 октября 2003 года
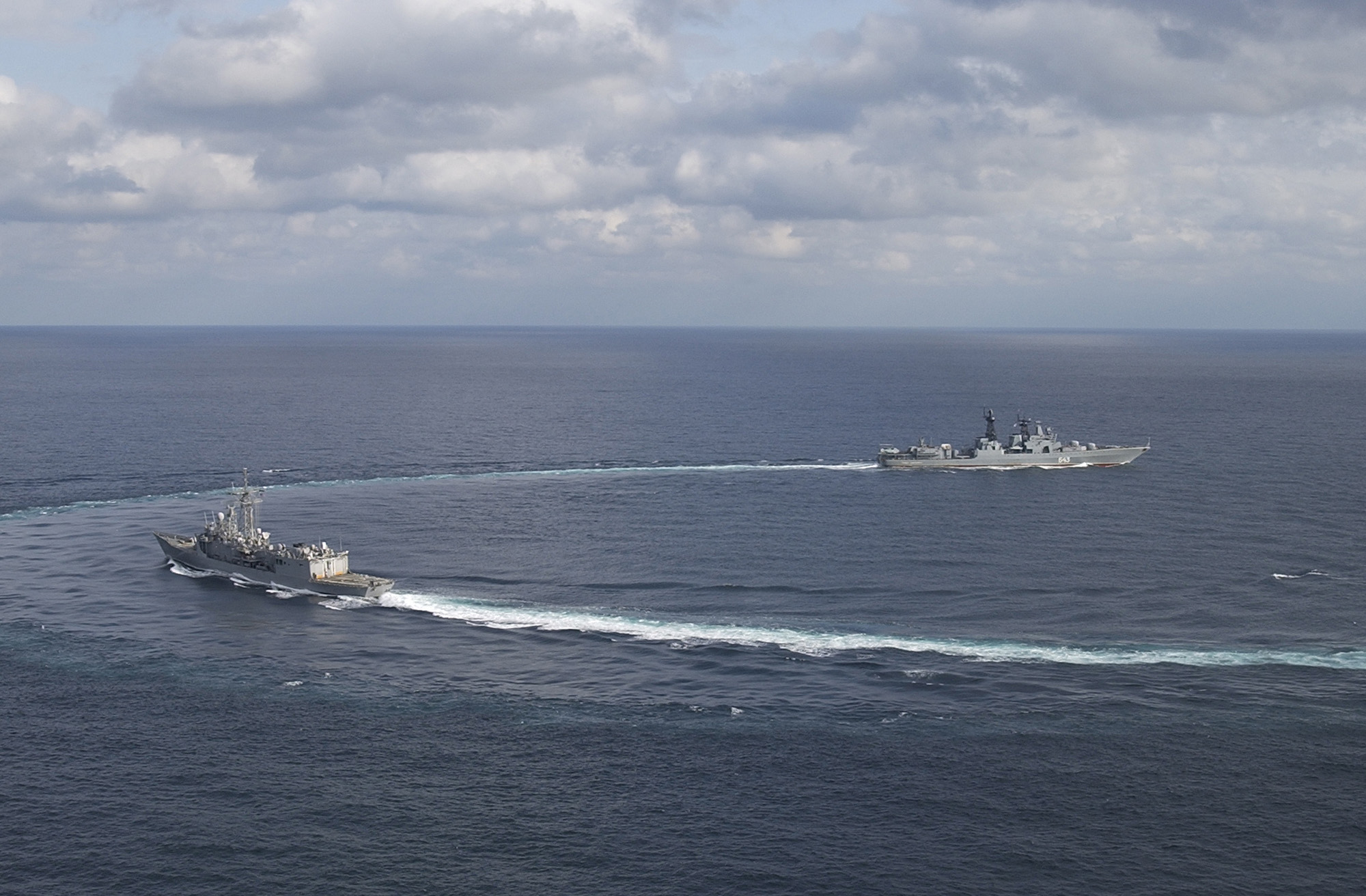
БПК «Маршал Шапошников» и USS Vandegrift (FFG 48) во время совместных учений PASSEX, 9 ноября 2003 года
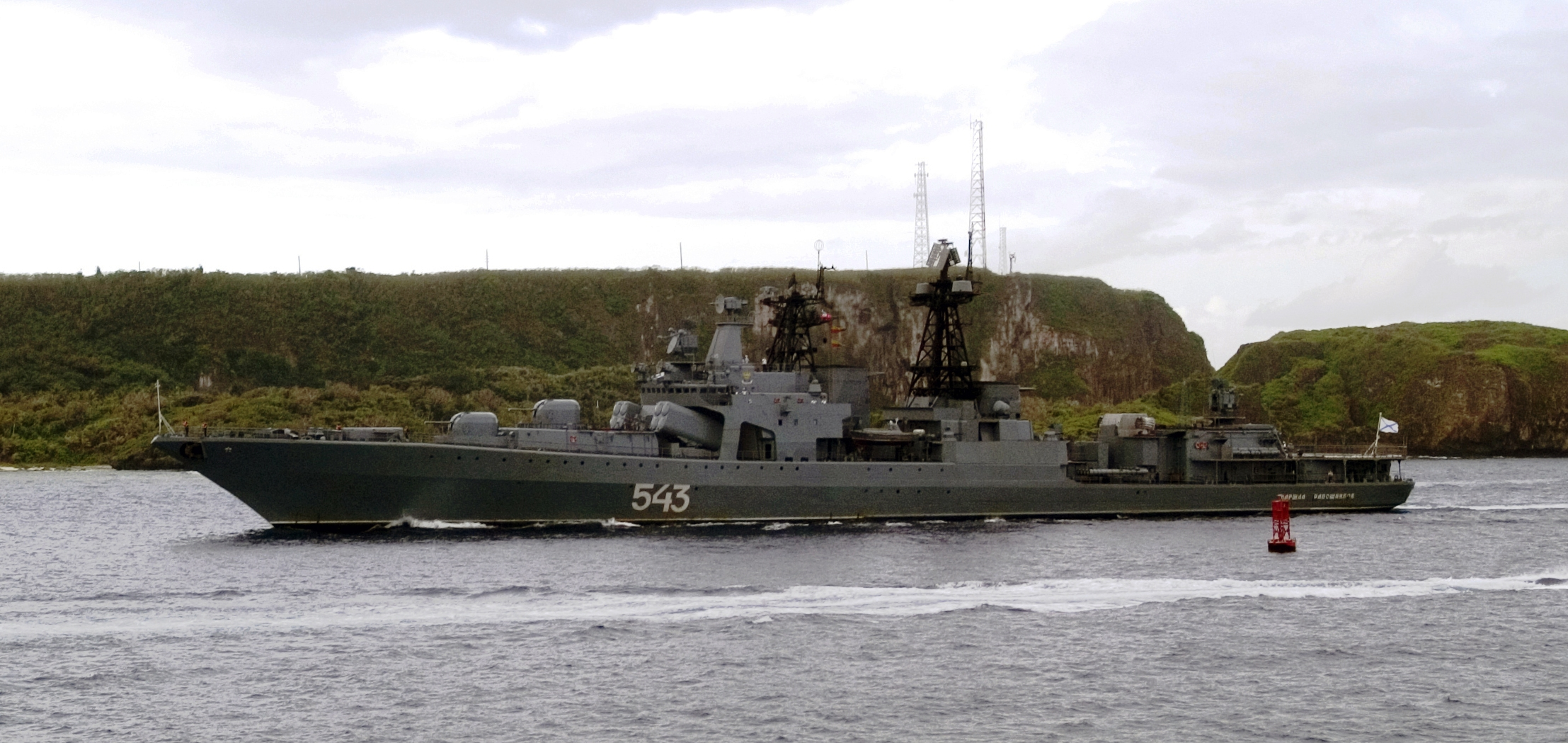
БПК «Маршал Шапошников» Апра Харбор, Гуам, 27 марта 2006 года
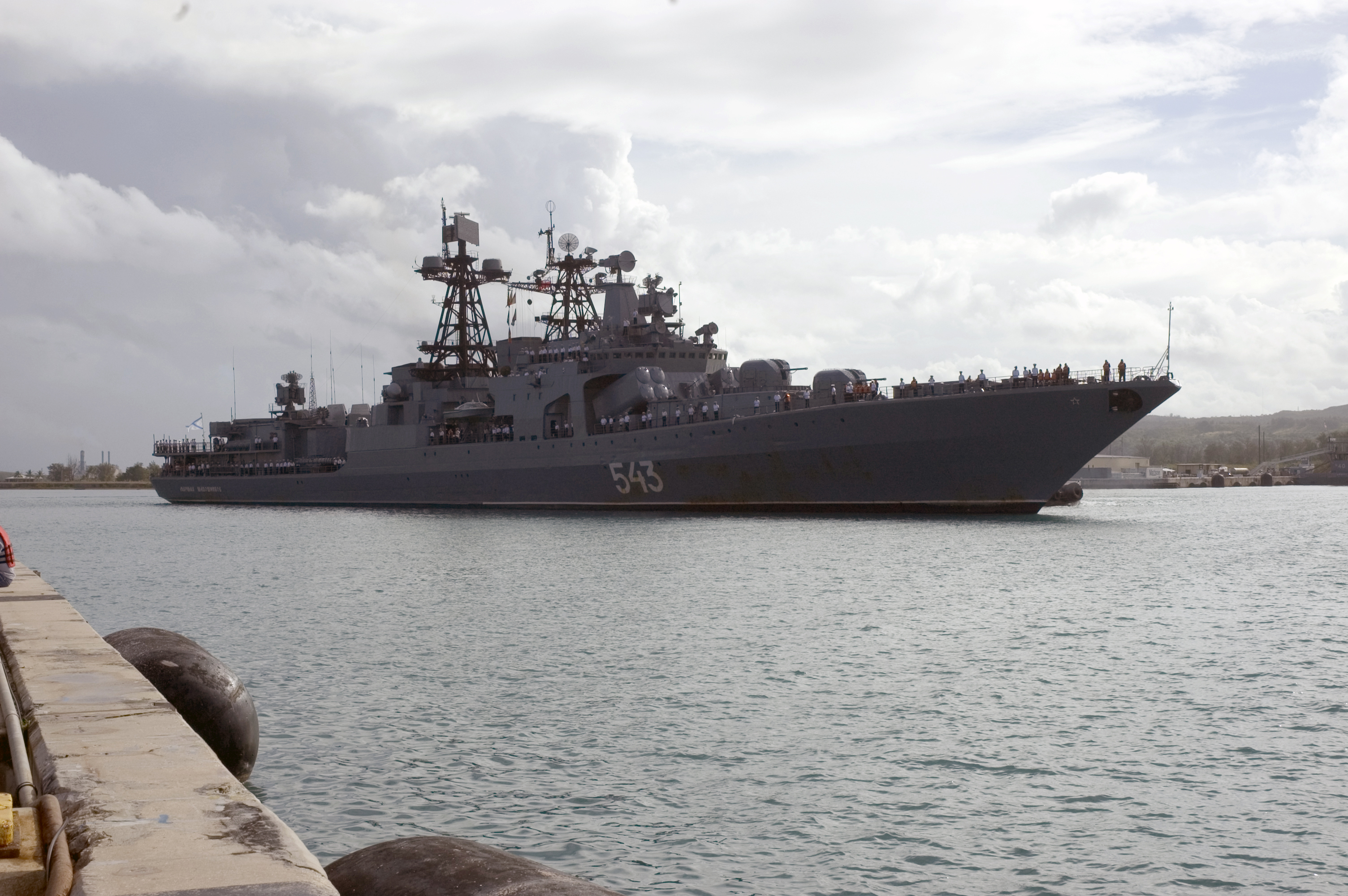
БПК «Маршал Шапошников» Апра Харбор, Гуам, 27 марта 2006 года
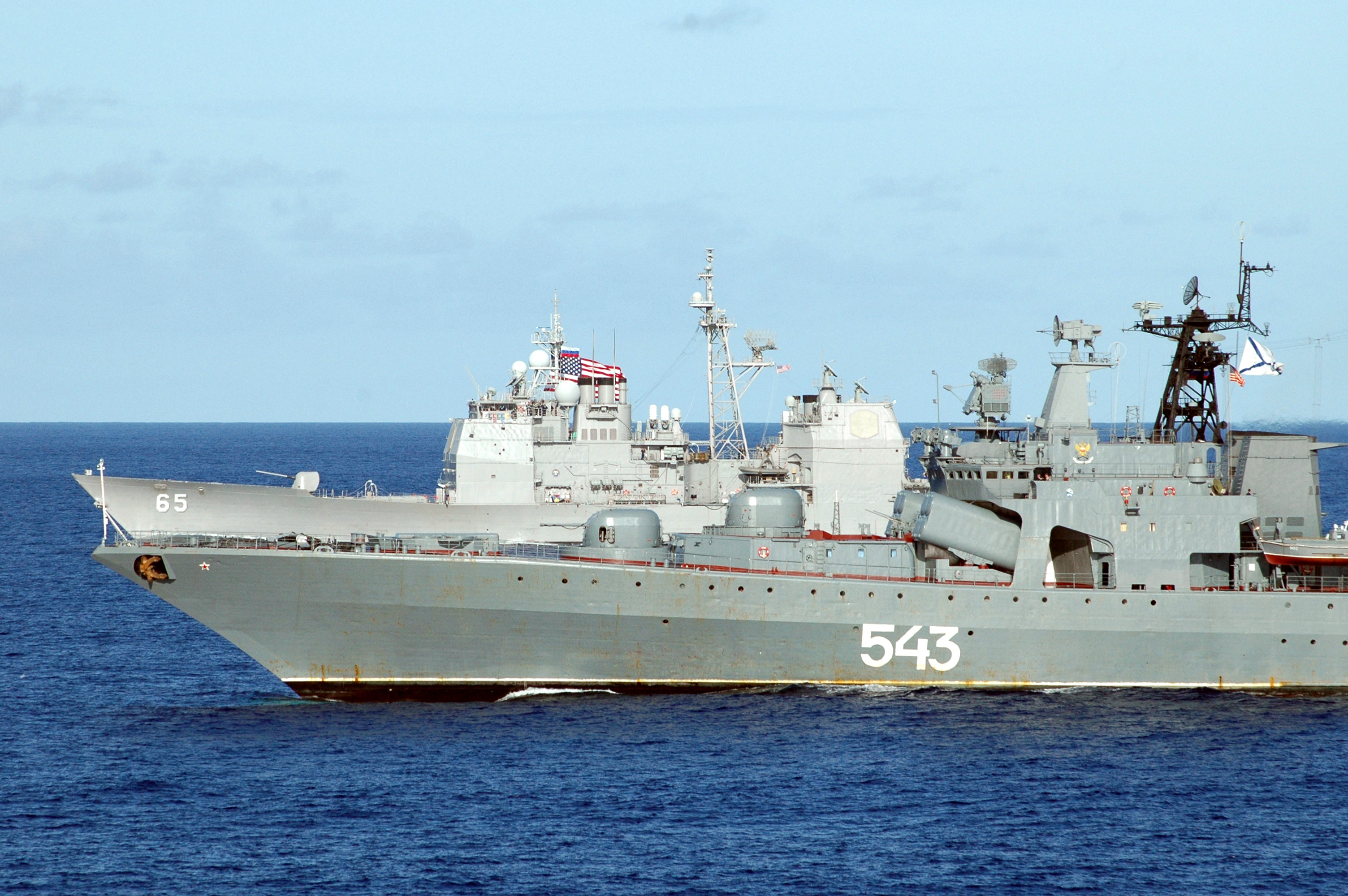
БПК «Маршал Шапошников» и USS Chosin (CG 65) в Жёлтом море, 31 марта 2006 года
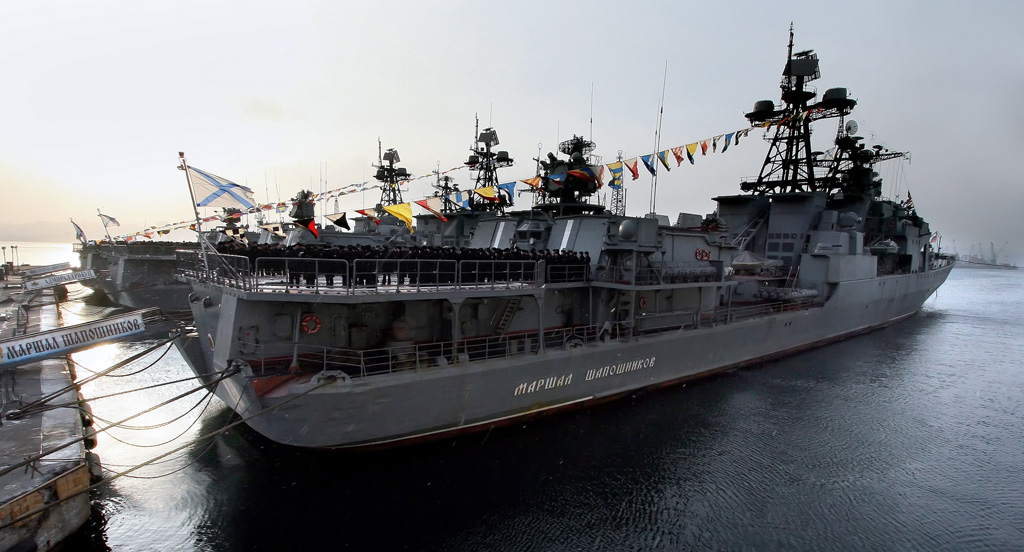
Подъём Андреевского флага и флагов расцвечивания на большом противолодочном корабле «Маршал Шапошников» в День Защитника Отечества. Россия, Владивосток, 23 февраля 2008 года
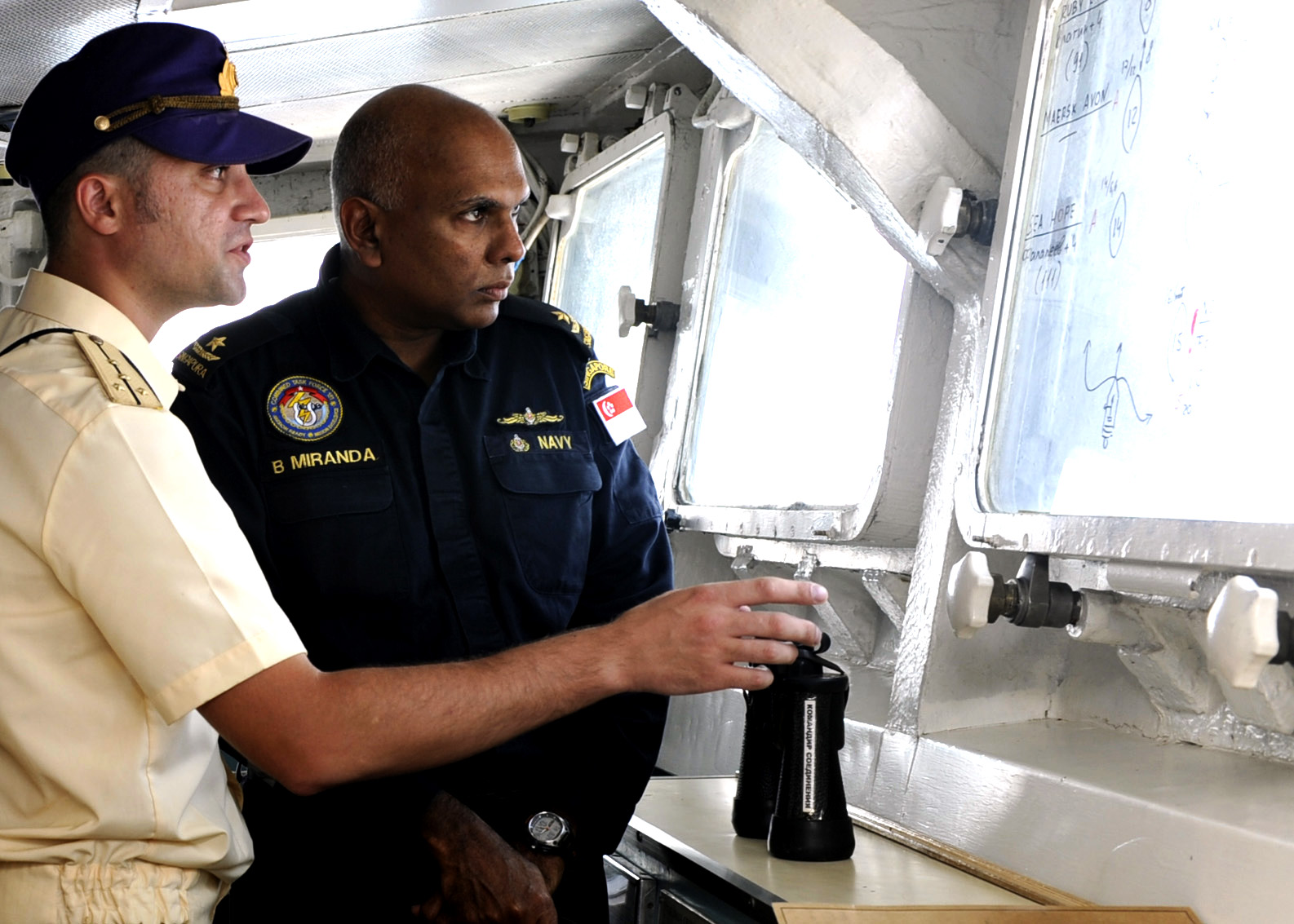
Вице-Адмирал Сингапурского ВМФ Bernard Miranda на борту БПК «Маршал Шапошников», Аденский залив, 7 апреля 2010 года
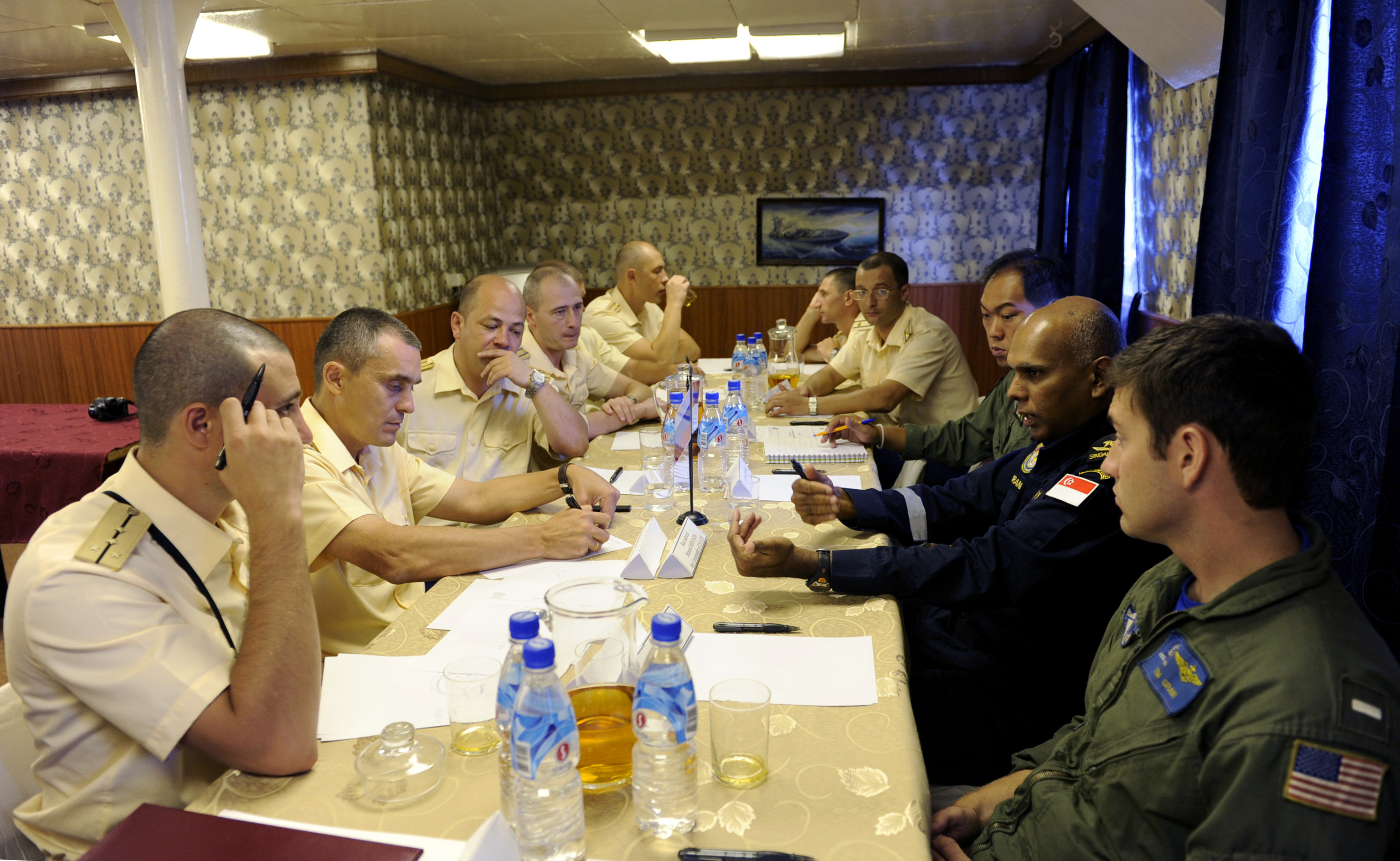
Брифинг на борту БПК «Маршал Шапошников», Аденский залив, 8 апреля 2010 года
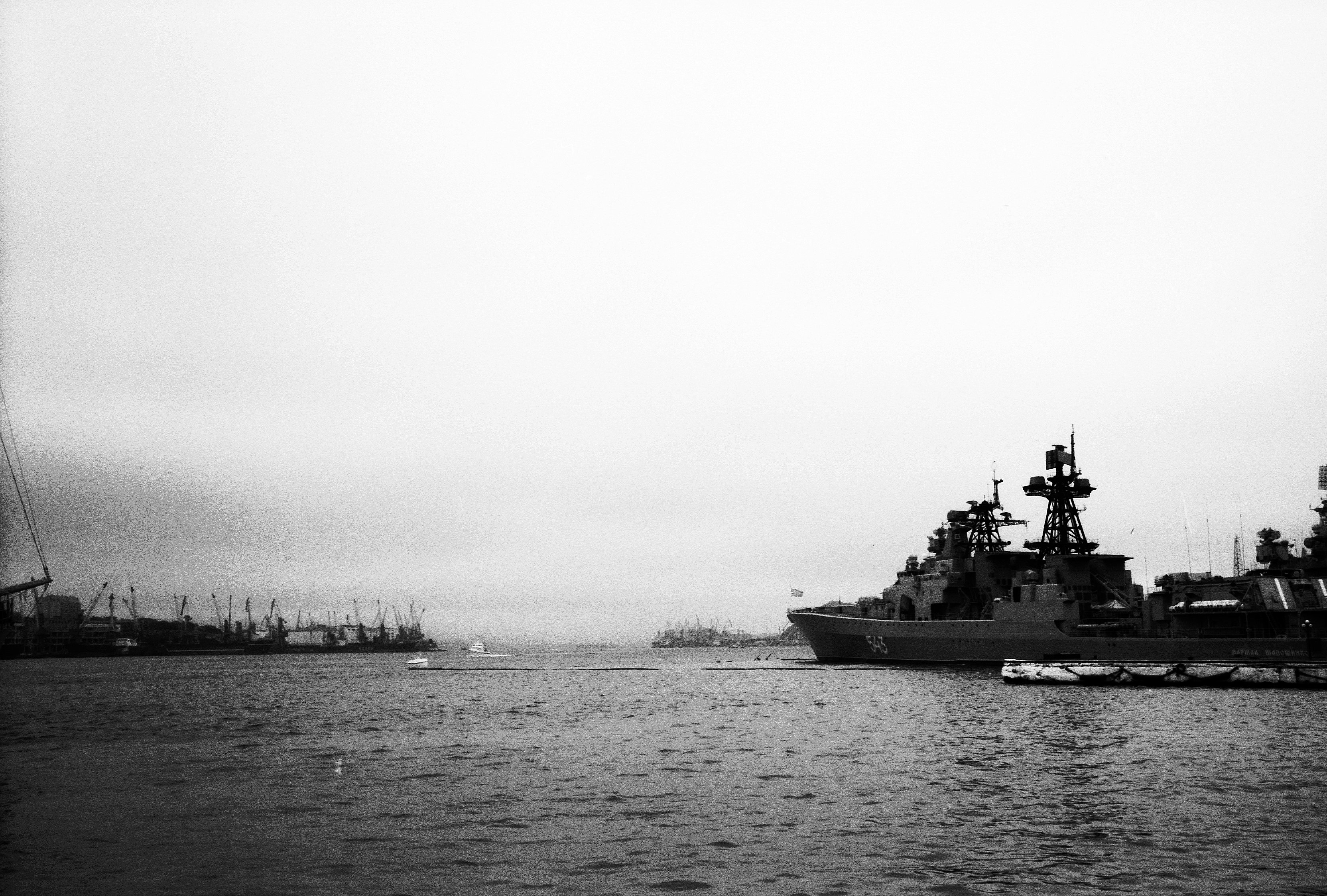
Во Владивостоке, июль 2010 года
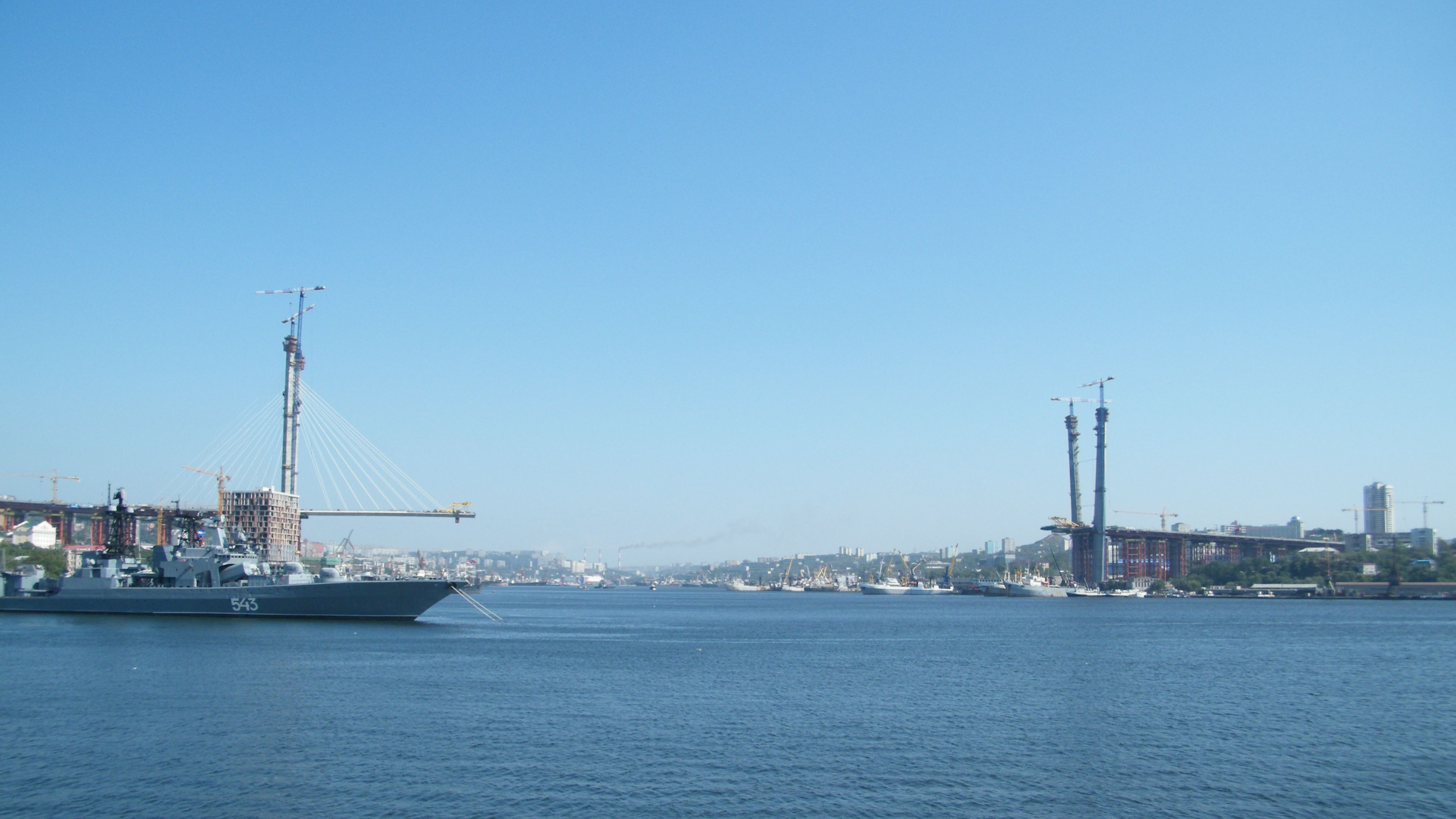
Во Владивостоке, 22 сентября 2011 года